# 汪秋栋
汪秋栋，美国亚利桑那大学数学系教授。 他于1982年获得南京大学学士学位，并于1994年获得辛辛那提大学博士学位。 
1985年，汪秋栋发表论文《多体问题全局解的存在性》。1991年，汪秋栋发表其最著名的论文《The global solution of the n-body_problem（多体问题全局解）》。 在这篇论文中，他将卡尔·弗里肖夫·松德曼于1912年提出的三体问题级数解推广至多体系统中。然而，L·K·巴巴德赞詹兹（L K Babadzanjanz） 声称其早在1979年就做出了相同的结论，但其标题却是《Existence of the continuations in the N-body problem（多体问题连续性的存在性）》，
而另一篇论文《On the global solution of the N-body problem（论多体问题全局解）》在1993年提出。  